# The Pusher
The Pusher er et pop-band fra Sverige.
The Pusher blev dannet i 2007 og består af Pontus Karlsson (trommer), Jakke Erixson (sang, bas), Karl-Ola Solem (guitar) og John Hårleman (keyboards). 
Bandets debutalbum, The Art Of Hit Music, blev udgivet på EMI i 2011. Den første since fea bandet, “Blinded By The Dark”, gik direkte ind som nr. 1 på den svenske iTunes chart. 
| Musikgruppe | Spire Denne artikel om en svenske musikgruppe er en spire som bør udbygges. Du er velkommen til at hjælpe Wikipedia ved at udvide den. |